# Maria Christina Bruhn
Maria Christina Bruhn, född 1732 i Stockholm, död 21 oktober 1808 i Stockholm, var en svensk uppfinnare. Bruhn uppfann ett eld- och vattentätt material som länge användes av svenska armén att förvara krut i. Hon var Sveriges första kvinnliga patenterade uppfinnare.

## Biografi
Bruhn var dotter till bokhållare Johan Bruhn och Inga Catharina Behm. Ett år före faderns död 1742 fick modern tillstånd av kommerskollegiet att driva tapetmakeri. Hennes mor var inte bara den andra kvinnan (efter Maria Berg 1740) utan även bland de första tapetmakarna i Sverige över huvud taget som fick tillstånd av Stockholms hall- och manufakturrätt att driva tapetmakeri i Sverige, och Bruhn och Berg tryckte och målade 1741 nästan två tredjedelar av huvudstadens papperstapeter. Vid faderns död 1742 lämnades modern med hans omfattande skulder, men lyckades rädda sin egen verksamhet och blev en av Stockholms främsta tapetmakare: hennes 5 000 våder målade papperstapeter utgjorde cirka 10 procent av alla handtillverkade papperstapeter som Stockholms hall- och manufakturrätt godkände under perioden 1739–1759. Maria Christina liksom hennes systrar Inga och Eva lärdes upp till moderns assistenter. 
Vid moderns död 1751 övertog Maria Christina Bruhn tapetmakeriet och försörjde sina två systrar, som var fortsatt verksamma som hennes assistenter. Hon var inte rik, men betalade brännvinsavgift och höll sig med både dräng och assistent. Jonas Alströmer investerade i hennes verksamhet och var också en kund, och hon uppnådde viss framgång och hade gott renommé. Handelskrisen 1763 påverkade dock hennes verksamhet negativt.  Hennes syster Ingrid (Inga) gifte sig 1766 med stadsingenjören Hieronimus von der Burg, som var personligt bekant med professorn i artillerivetenskap, Nils Lindblom. 

### Karduserna
Efter Gustav III:s tronbestigning utlystes år 1773 en tävling med en belöning på 6000 daler kopparmynt (cirka 160 000 kronor i 2016 års penningvärde) åt den som lyckades utveckla brand- och fuktsäker förvaring av krut i karduser och fastager för artilleriet. Dessa användes i den samtida krigföringen för att förvara drivmedel, normalt krut, till artillerivapen. Uppfinningsbidragen skulle anmälas för Kungliga Vetenskapliga Akademien (KVA). 

Papperskarduser med kvinetthuv.

Bland dem som anmälde sina uppfinningar fanns artillerigeneralen Reinhold von Anrep. Hans metod att med fernissning skydda karduserna mot fukt och hetta klarade dock inte testet och avvisades. Maria Christina Bruhn anmälde sitt bidrag för akademien 2 mars 1774. Som tapetmakare var hon van vid att experimentera med pappersmaterial, väv, fernissning och blandning av färger. Hon hade alltså en bakgrund väl lämpad för tillverkning av karduser. Även hennes karduser var fernissade och även dessa fick underkänt efter en provskjutning eftersom de lämnade rester som stoppade igen kanonröret. Det var dock inte värre än att hon kunde vidareutveckla kardusen genom att förse ena änden av kardusen med ett tunt qvinettyg. 
Både artillerigeneralens och tapetmakarens provskjutningar betraktades dock som misslyckanden och ingen av bidragen belönades med priset. Saken rann ut i sanden. Enligt Bruhn själv levererade hon på egen bekostnad karduser till kadetternas skjutövningar fram till 1780. Dessa karduser, som var fernissade och försedda med qvinett, ska ha fungerat helt utan anmärkning.
Sannolikt blev Bruhn mycket förvånad när hon 1783 nåddes av uppgiften att major Per Gustaf Wagenfelt, som varit med vid provskjutningen 1774, under 1781 hade belönats med 500 riksdaler för att ha uppfunnit fernissade karduser. Artillerigeneralen von Anrep avled i juli 1781 och kunde inte protestera. Möjligen antog Wagenfelt att tapetmakaren Bruhn enkelt kunde köras över. Bruhn kände dock igen sin innovation och även en kapten Adolf Fredrik Lindfeldt protesterade inför Krigskollegium med uppgiften att kardusen inte alls var Wagenfelts konstruktion. Bruhn förde sin sak inför Kungl Maj:t som uppdrog till Krigskollegium att utreda saken. Utredningen slog fast att Anreps karduser hade underkänts och att provskjutningar borde göras för att klargöra om Bruhns karduser blivit förbättrade sedan provskjutningen 1774. Bruhn tog nu saken till Vetenskapsakademien.
När KVA slutligen år 1786, tolv år efter att Bruhn hade lämnat in sitt bidrag, lade fram saken för Krigskollegium, erkändes slutligen Maria Christina Bruhn som qvinettkardusens uppfinnare. Hon förklarades därmed också som tävlingens segrare och tilldelades belöningen för karduser. Den totala prissumman om 6000 daler kopparmynt angavs efter myntreformen 1777 till 333 riksdaler och 16 skilling. Prissumman var delad i två lika stora delar om 166 riksdaler och 32 skilling specie (motsvarande omkring 60 000 kr i 2016 års penningvärde). Den ena halvan av prissumman skulle gå till utveckling av fastage (en sorts laggkärl) och den andra halvan till utvecklingen av säkra karduser. Den 8 maj 1787 kunde Maria Christina Bruhn kvittera ut belöningen om 166 riksdaler och 32 skilling specie för att ha utvecklat säkra karduser.

### Senare liv
Belöningen var tillräcklig för att Bruhn skulle kunna stänga sitt tapetmakeri och leva på inkomsten från belöningen. Hon levde därefter som privatperson tillsammans med en av sina systrar på Katarina Norra. När inkomsten från vinstsumman tog slut levde hon på det underhåll som tillkom henne i egenskap av före detta manufakturidkare. Den var dock inte stor. I mantalslängden från år 1800 beskrivs hon som utfattig. Hon avled den 21 oktober 1808, 77 år gammal.